# 陳文成事件
陳文成事件（另稱陳文成命案）為臺灣歷史上一宗著名命案。1981年博士陳文成於台灣臺北市被發現死亡，真相至今未明成為懸案。此案轟動海內外，為改變台灣歷史的重大事件之一。

## 背景
1981年5月20日，美國卡內基美隆大學統計系助理教授陳文成全家由美國返台探親，7月2日被三名警備總部人員帶走約談並疑似遭警備總部謀殺，隔日清晨被人發現陳屍於台大研究生圖書館旁。國民黨政府曾聲稱他是畏罪自殺，陳文成的家人與朋友指控是遭到政府謀殺。到台灣參與驗屍的美國法醫生理學家及卡內基美隆大學教授，則認為這是一起他殺案件。陳文成於建國中學畢業後，以大學聯考全國第二名的成績錄取臺大醫學系，但因發現色盲，改入臺大數學系，後取得臺灣大學數學學士，隨即到美國求學，取得密西根大學碩士、博士，並在美國執教，執教期間，頻頻捐助台灣民主運動人士，尤其捐助美麗島雜誌。
此事件引起美國政府重視，對蔣經國政府施壓，要求進行調查，美國國會同時要求調查國民黨派至美國校園的特務學生（俗稱職業學生）。在美國壓力下，國民黨政府宣布，在未確定罪名前，警備總部不得隨意秘密約談相關人士，並且取消海外政治犯的黑名單。當時正值台灣白色恐怖時期，陳文成命案造成國際社會要求中華民國實施民主化的壓力與關注，使國民黨政府同意讓海外異議人士回到台灣，在台灣民主化運動中有重要的歷史意義。解嚴後，馬英九政府對陳文成命案曾數次重啟調查，但都沒有具體成果。
此事件與美麗島事件、劉江南案、林宅血案等被改編成2009年電影《被出賣的台灣》。從2012年開始，陳文成友人、台大師生與校友呼籲在其校園陳屍處樹立小型紀念碑，但未獲台大校方同意。在楊泮池校長任內，2015年3月21日校務會議正式通過，將其陳屍地點命名為「陳文成事件紀念廣場」。廣場碑文「紀念一位堅決抵抗國家暴力的勇者」在2021年2月紀念廣場揭碑不久後即因校內爭議拆除。於2021年6月19日經台大校務會議討論表決，以74票同意票對上64票不同意票，正式通過「陳文成事件紀念廣場上『三一矮牆』設置說明性文字『紀念一位堅決抵抗國家暴力的勇者』」案。

## 事件經過
1981年5月20日，陳文成夫婦帶著一歲的兒子由美國返台探親，原預定7月1日返美。入境台灣後，立即遭到警備總部調查人員的跟蹤監視。警總透過各種管道對陳文成進行調查，同時延遲核發陳文成的離境許可。
陳文成是知名學者，返台後受邀於文化大學、台灣大學數學系、中央研究院等演講（在中央研究院特別用臺語演講，以讓其父親陳庭茂聽懂），陳庭茂表示，6月27日，蕭裕源醫師請陳文成吃晚飯，蕭是陳在密西根大學的室友，陳文成回來後，「曾對素貞（陳文成之妻）表示這頓飯吃得不愉快」，陳文成說：「蕭裕源請我們吃飯，怎麼還找那兩人來。」那兩人指的是鄧維楨、鄧維祥兄弟，前者是當時《政治家》雜誌的創辦人，後者正是陳文成命案發生後，自稱最後看到陳文成的人。
陳文成因「出境許可證」一直不下來，向入出境管理局提出進度查詢要求，境管局回應應向警總查詢。6月30日上午9時至10時許，警總藉陳文成向出入境管理局催證之便，在警總公共關係室，約談80分鐘。
原本陳文成的父親陳庭茂與陳文成約好6月30日上午9時到希爾頓飯店會合，並打算回故居地林口，到林口觀音廟禮佛祈福，希望能一掃去先前事件的晦氣。30日晚上，陳庭茂並不知道這件事，按計劃給陳文成踐行，陳庭茂說，「那一頓飯，我感到他吃得不太對勁。他原來吃得又快又多，那一天卻慢吞吞的……吃飯吃到十點多，親戚都回去了，我們一家聊到深夜兩點，我才先回去睡。阿成與弟弟陳文華繼續下棋，阿成心事繁瑣滿盤皆輸。文華問他，既然七月一號回不去，要不要跟美國在台協會報備一下？阿成說不用了，文華也沒有再提起。」
7月1日下午，陳文成和弟弟陳文華一起去境管局打聽出境證的事，但得不到答覆。陳文成向警總查詢「出境許可證」為何一直不能核發，警總問陳最遲何時出發，陳回答7月3日。
7月2日上午9點，警備總部三名人員，以陳文成曾金錢贊助美麗島雜誌社為由:14，將陳文成從住處接至警總保安處二樓貴賓室約談，從此失去聯絡。警總保安處第三組組員聲稱：晚上7點約談結束，以專車將陳文成送回原住處，9點半護送人員送至二樓時，陳文成即表示「我已到家了，不必再送，請回去吧！」
7月3日清晨，陳文成已被發現陳屍於臺大研究生圖書館旁的草地上。陳文成的家人還不知道陳已經遇害，十分焦急，妻子陳素貞透過各種管道，聯絡警總，都找不到人。下午兩點多，有不明人士打電話到家裡，說陳文成被車撞死在南京東路臺北體育館旁， 屍體在台大醫院太平間。陳文成大哥趕赴台大醫院太平間找不到陳文成屍體。沒多久，古亭分局來電，叫陳家人去做筆錄和領屍。陳文成的父親陳庭茂和妻子陳素貞聞訊趕往，看到了陳文成的手錶、衣服和鞋子。警察說：「屍體在殯儀館，你們自己去看吧。」
事實上，當天陳文成的屍體被發現時，皮帶扣在胸前的襯衫外面，好像是用來拖屍體的。雙腳襪子不見，右腳鞋子掉落。鞋子裡塞有一張一百元「腳尾錢」。台北地檢處檢察官陳春男與法醫高坤玉到現場相驗，初步相驗結果是：陳文成右後背的肋骨已經折斷，似乎生前「遭受重擊」。
案發之後數日，鄧維祥出面做證，說陳文成當天深夜去他家拜訪。根據鄧維祥說詞，7月2日晚間11點多，陳文成赴鄧維祥教授家中聊天吃消夜，還吃了葡萄。12點半左右離開鄧維祥家，臨走前說「我走了，這大概是我們最後一次見面，以後希望你能照顧我家裡！」然並沒有顯露出輕生厭世之意，離開時也沒有說要到哪裡去。但陳文成妻子和家人都不相信鄧維祥的說詞，而且解剖屍體後胃裏並沒有食物。 

## 死亡原因與推測

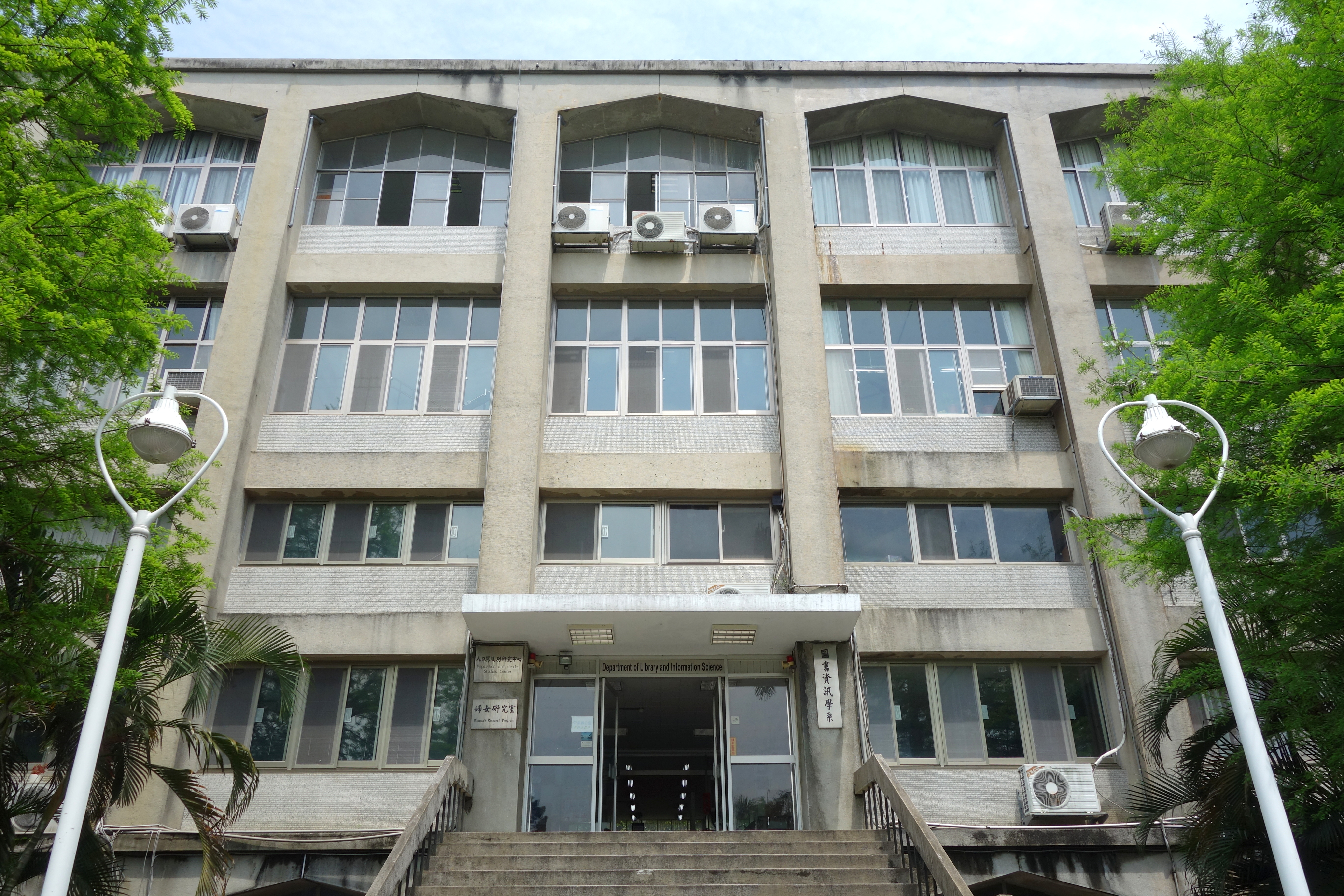
國立臺灣大學研究圖書館，現為圖書資訊學系系館，推測陳文成從此地墜樓。

### 警總約談起因
陳文成於1975年赴美深造，取得博士學位後於卡內基美隆大學統計系擔任助理教授。在美期間對台灣的民主運動和人權運動甚為關心，曾多次捐款給《美麗島雜誌》。
1981年6月30日，警總藉陳文成向境管局催證之便向其約談。7月2日，以陳文成曾金錢支援美麗島雜誌社為由約談:14，主要詢問的重點是了解他在美國期間的言行，以及返國的目的。約談人員並出示他於美麗島事件發生後某次演講的錄音，同時也詢問他和許信良的來往情形。約談筆錄與六捲錄音帶現保存在檔案管理局。
陳文成於警總約談時表示：
1. 他在美國幫忙成立基金會，為《美麗島雜誌》募款
2. 他匯款給《美麗島雜誌》總經理施明德
3. 他在匹茲堡幫忙找到翻譯者，將《美麗島雜誌》譯為英文版發行
4. 在台期間，曾和一些人談及如何促使與立法以進行民主政治改革

一般認為，陳文成因為在海外積極參與同鄉會，遭到國民黨海外特務的監視和打小報告。因他在資助美麗島雜誌的支票上，曾清楚寫下自己的姓名，成為國民黨鎖定的對象。 由於這個事件涉及國民黨在美國校園內僱用學生對台灣學生的言行進行監控，後來在台美人社區和美國媒體都引起了極大的迴響。美國國會曾經在當年10月舉辦過聽證會，就國民黨在美國校園安排學生特務一事進行調查，調查無結論。
1982年5月17日，《Newsweek》(新聞週刊）在一篇標題為「Spies in the Classroom」中，詳細地報導國民黨間諜學生在美國校園的活動，直接指出陳文成命案與國民黨間諜學生在美國校園活動有關。新聞週刊指出根據美國國會的資料，美國司法部、聯邦調查局接受國會亞洲與太平洋事務小組聽證會的證據，認定國民黨在美國派遣特務學生監視台灣留學生，因而造成陳文成命案是個事實。因此眾議院與參議院也一致通過一項決議案，禁止出售武器給在美國校園派遣間諜特務的國家。

### 生前由高處墜落
警備總司令汪敬煦聲稱，台大校園夜間不准車輛入內，因此排除以車載運屍體進入校園的可能。且陳屍處是圖書館旁番薯園內，現場並無任何輪形痕跡，陳屍處旁番薯梗和葉子都沒有摧折的情形，因此不可能是棄屍，也沒有於現場他殺的可能。
依據法醫解剖鑑定書記載，陳文成背部擦傷與現場水溝寬度相符。且韋契特法醫於報告中提到，依陳文成裂傷與骨折延展出的瘀血顯示，從樓上墜下來的時候心臟血管仍在運行，足以推斷陳文成是生前墜落。又經檢驗五樓防火梯平台鐵欄杆上纖維與陳文成上衣、褲子纖維類似，而與四樓鐵欄杆纖維不類似，可推斷墜落起點在五樓平台。:37-38
警方曾製作與陳文成相同大小、身高、體重的假人，模擬各種姿勢掉下來，看哪一種姿勢掉下來會變成現場的樣子。最後找到以屁股坐在欄杆上的姿勢，翻過去，先碰到二樓平台外沿，再掉到地上。這也符合二樓突出平台遭撞擊的證據。:45

### 美國法醫病理學家的鑑定
1981年9月21日，美國法醫病理學家韋契特到殯儀館，拍照，解剖，做切片檢查。 韋契特隔天看完屍衣後表示：「那不是第一現場，如果是摔下來，衣褲一定沾血。」 9月23日，韋契特和狄格魯返美後，在匹茲堡舉行記者會表示：「陳文成不可能死於自殺，也不可能死於意外，而是死於他殺（homicide）」 。韋契特懷疑陳文成可能遭人打昏或以麻醉劑迷昏後拋下，韋契特看了血液毒性分析後認為有幾項檢驗沒做，要求採下若干組織回匹茲堡化驗，卻被拒絕。
其後韋契特撰寫「發生在台灣的謀殺案」（Murder in Taiwan）一文發表於1985年6月的《美國法醫及病理學》的學術期刊上，直言陳文成係被謀殺；提及「陳屍的位置和傷勢吻合被人平抬以平行於樓梯欄杆的姿勢拋下的推論」，完全否定警方「以屁股坐在欄杆上」的說法。

### 法務部法醫研究所的鑑定
依法務部法醫研究所之鑑定意見，陳文成之相驗解剖報告中，並無遭掩鼻悶嘴所致口腔黏膜瘀血損傷之證據。法醫研究所並表示，由手刀或拳頭造成瞬間失去知覺，在人體組織間必留下組織間出血痕。但陳文成全身僅有墜落造成之外傷，無頭頸部遭受重擊之出血外傷證據，也無抵抗傷。故無法推斷陳文成遭人以麻醉藥品迷昏、打昏後抬上五樓拋下。:40-41, 46另依法務部法醫研究所的高處墜落死亡之水平移動距離統計，陳文成墜落之水平移動距離均在自殺、他殺、意外的平均值內，因此無法由移動距離推斷陳文成的死亡原因。:44-45
楊日松法醫曾說，本案很難判斷為自殺、意外或謀殺，因為解剖時，並未就乙醚或其他麻醉藥進行化驗，以致喪失判斷死因之良機，亦難以澄清外界之質疑。

### 無自殺之動機
陳文成死後，並未發現有任何類似遺書之文件。雖然其曾在鄧維祥教授家中書寫英文書信，信上頭有「敬啟相關人士」（「To whom it may concern」）字樣，但該信件根本未曝光，無從推斷是否為遺書。陳文成曾希望鄧維祥照顧他太太與家人，但此談話之前的對話略為「美麗島那一批人被判十二年，我大概會被判十年，今天來看你一下，因為以後可能再沒有機會看你」。陳文成應是擔心會被判刑入獄，而非有自殺傾向。
陳文成在警總約談時，被告知可以回美國，所以心情很愉快。鄧維祥供稱「他相當樂觀，無輕生表示。」汪敬煦亦稱「他做完訪談後心情很好。」且約談時陳文成語氣堅定，不易屈服動搖信念，否認參與台獨或叛亂組織，沒有理由認其有畏罪自殺可能性。 :46-48

### 意外之可能
經鑑識圖書館五樓太平梯欄杆所遺留纖維，與陳文成死亡時所著衣褲纖維類似，顯示陳文成死亡前曾登上該處。且褲襠部位及右後口袋部位有微弱鐵鏽反映，可推斷陳文成曾右臀部側坐或跨越太平梯欄杆。陳文成遺體雙手作抓物狀，手指呈紫色，手上汙垢有微量鐵鏽，墜落時可能有抓握欄杆之自救本能反應，故無法排除陳文成意外死亡之可能性。 :48

### 政府介入可能
警總發言人起初說他是「畏罪自殺」，但是當外界質疑陳文成到底涉了什麼罪時卻又改變說法，前後不一致，引發外界懷疑中華民國政府介入此事。
陳文成遭到警總約談，正是美麗島事件和林宅血案後不久，政治氣氛肅殺，因此有人相信他遭到警總刑求約談，期間不慎遭受嚴重傷害，警總為了掩飾罪行，製造自殺的假象。如陳文成的二姐陳寶月表示：「陳文成的脖子曾被電擊棒電擊，十根指甲曾被細針刺，五臟六腑都被打爛了，生前還被灌毒藥，家屬撿骨時發現骨頭都是黑的。」此說法與美國病理學家檢視結果不符，狄格魯教授及法醫病理學家韋契特在驗屍，返美後的記者會中指稱，判斷陳文成在生前並未遭到刑求，但認定其死因並非自殺，而是他殺。
1981年9月23日，韋契特離開台灣前明白表示：陳文成不是自殺而是謀殺。理由如下：第一、假使是跳樓自殺，應該會有手腳或頭臉的傷，身體也會落在離建築物稍遠的草地，因為跳樓的人通常會盡量跳離建築物。此時會嚴重受傷，但不會是致命傷。然而事實是，陳文成的傷集中在胸部背部，從骨折所產生的瘀血判斷：他落地後還活了半個小時以上，並且是落在離建築物較近的水泥地。此外，也不可能是意外墜樓，因為人如果突然摔下來，本能反應會伸出雙手或雙腳保護自己；同時官方的檢驗報告也未發現他受藥物影響或酒醉，排除無法自保的情況。第二、行程中與韋契特談過話的所有人，包括警總官員與家屬，都表示陳文成心情很好，沒有沮喪或自殺的跡象。如果陳文成因某種情況導致無法自主，再被人抱起來，越過護欄直直丟下，則與相關證據吻合。
根據聯合報1981年9月26日的報導，狄格魯教授及法醫病理學家韋契特在返美後召開記者會指出，在審視屍體、調閱警總訊問錄音帶及詢問陳文成好友鄧維祥教授，他們判斷陳文成並未遭到刑求，且警總在約談時並未對陳文成施加很多壓力，所以陳文成在離開警總之後心情相當好，晚間還到鄧維祥教授家中和鄧維祥教授聊天並共進宵夜。不過他們對於中華民國官方認為陳文成自殺身亡的說法，則感到懷疑，因為陳文成並無自殺動機，且身上缺乏自殺墜樓者應有的痕跡，如果是意外墜樓或自行跳樓則屍體不應該會與建築物平行且陳屍距離亦不符，所以「可能是以側著身子的姿勢被丟到地面」，也就是他殺。此外狄格魯一度表示，他在此行中的發現，並不能打消他對「中華民國政府某些部門可能涉及陳文成死亡案」的看法，不過狄格魯稍後補充說明，他並非指中華民國政府直接介入了陳文成的死亡，而是由於政府處理陳案的前後態度不一，因此予人以政府某些機構可能在某種程度上介入了此案的印象。
韋契特於1982年在「匹茲堡法醫學院」及 1985年在《美國法醫暨病理學期刊》上以「台灣的謀殺案」（Murder in Taiwan （页面存档备份，存于））為題撰文分析，認為陳文成應係在「神志不清」下被人自樓上拋下。
1996年，韋契特在《Grave Secrets(墳墓的秘密)》一書中撰文《Death in the cause of Democracy (為民主而死) （页面存档备份，存于）》詳載了當時的經過。他首先檢察遺體外觀，除了下左前臂有些表皮傷，其他地方並無明顯傷痕，沒有抵抗痕跡。接著他重新檢視第一次解剖的所有切口，並增加幾處切口。發現背部及肋骨受到重創，但手、腳、頭卻沒有受傷，表示墜樓時全身重量集中在背部著地，陳文成不是正面迎向地面，也未曾抬起手或彎屈膝蓋保護自己。此外，體內器官除了肺部出血、右腎裂傷，其他內臟看來都正常。他發現陳文成血液的毒性分析做的並不完備，要求採下部分體內組織帶回美國檢驗，但被拒絕。除了解剖遺體，他也到墜樓的現場進行過檢視。

### 腳尾錢的真相
各方質疑陳文成陳屍現場掉落的皮鞋內放有一張一百塊錢紙鈔，是嫌犯於做案後心虛所放置的「腳尾錢」，並以此認定陳文成為他殺。但根據台北地檢處偵查報告的說法，現場勘查時刑警隊員蕭XX等將死者遺物：護照、後備軍人證、後備軍人出境通知單、境管局繳款收據、手錶及新台幣210元（10元券6張、50元券1張、100元券1張）等，放置於死者皮鞋內帶回古亭分局，至當日16時，死者之父陳庭茂到古亭分局經陳檢察官訊問筆錄後，指示將死者遺物發交陳庭茂具領時，其中新台幣百元券一張遺留在鞋尖內，古亭分局將死者衣褲皮鞋等交由刑警大隊人員帶回檢驗始發覺，於七月八日陳檢察官在陳宅調查時，由古亭分局再發交陳庭茂收訖。

## 後續發展
陳文成命案發生後，司法檢察官還未展開調查，警總發言人徐梅鄰少將即發表談話，說是「畏罪自殺」，引起很大風波。警備總司令汪敬煦在多年後接受訪談，認為當年的幕僚群中缺少法律專業人才，否認有預設立場。
陳文成事件被國外媒體廣泛報導，中華民國國際形象一時降至最低點。中華民國政府對此做出如下改變：
1. 警備總部約談方式改變，不能再隨便秘密約談。
2. 1990年代海外黑名單取消。
3. 人民出國至入出境管理局不需要再警備總部蓋章同意才能出國。

### 周清月事件
1981年案發後，美聯社記者周清月訪問陳文成父親陳庭茂，寫了一篇報導，說兩位來臺調查陳案的美國刑事鑑驗專家韋契特及狄格魯教授，對陳文成屍體進行 autopsy (解剖驗屍)。報導一出，國民黨政府對於 autopsy（驗屍）這個英文字大感不滿，新聞局長宋楚瑜認為報導不實，堅持是「審視」(view) 陳文成的屍體，非「驗屍」。宋楚瑜下令約見周清月，要求她另寫一篇，或是在美聯社的國際電傳網公開道歉。周清月拒絕答應新聞局的要求。美聯社認為周是引用陳父之語，非個人意見。美聯社建議引用宋之語，或訪問陳父或驗屍的美國人，來更正。宋楚瑜不准，雙方堅持不下，新聞局要求周清月更正不果，9月26日宋下令吊銷周清月採訪證，引起國際媒體軒然大波。

無黨籍立法委員康寧祥，張德銘與黃煌雄，在院會中提出質詢。宋楚瑜通知電視記者到場，於質詢中大聲說，美聯社的報導是外國殖民主義再度想陰謀操縱中華民國的證明。他誓言將保衛台灣，不讓外國勢力得逞。一年後，國民黨當局答應「悄悄」回復周清月的新聞採訪資格，但要求美聯社與周本人都不能對外發表意見。數月之後（1983年），美聯社調周清月到印度任職，1986年，又調回台灣擔任台北辦公處主任。周第一天上班時，又接到新聞局通知，說她的採訪權從未正式恢復，不得從事記者工作。周清月女士在徹底失望之下，離開台灣。

2003年，台灣民主基金會於12月10日國際人權日舉辦「國際友人對台灣民主與人權奮鬥的回顧」研討會，原訂邀請周清月女士與會，就「國際媒體的角色」一題發表 看法。但時值2004總統大選將近，親民黨擔心周清月現身說法將對其副總統候選人宋楚瑜的選情造成影響，（周清月的新聞採訪證，正是被時任新聞局長的宋楚瑜下令吊銷的。）親民黨因此杯葛她返台與會。周清月女士只得改以書面文章 〈A Political Death and a Media Casualty〉 發表她的經歷和看法。 

### 解嚴後調查進展
2007年10月15日，陳水扁總統指出，林宅血案與陳文成命案，他已經查了七、八年，很多資料與敏感的檔案都不見。陳水扁表示，國民黨黨史館的資料或過去情治單位有些資料遭掩蓋，甚至已經銷毀、湮滅，國民黨只要承認是他們做的就好；這些東西很難攤在陽光下，馬英九也知道，叫他們的黨（國民黨）趕快承認都是他們做的，向全國同胞道歉，負起責任。
2009年3月，總統馬英九指示重新調查陳文成命案與林宅血案，以最高檢察署為首組成聯合專案小組。
2009年7月1日，專案小組在國家檔案管理局中找到失蹤28年的當日警總偵訊筆錄，宣稱將於7月中旬公佈調查報告。 
2009年7月3日，陳文成家屬表示「不相信馬政府有調查真相的決心，找到筆錄只是劇本的一部分，除非找到真凶，誠心道歉，否則都是騙人的把戲！」
2009年7月28日，高檢署調查林宅血案及陳文成命案公布偵查報告。高檢署指出，林宅血案時間久遠，偵查難有突破；陳文成案則無積極證據推斷為他殺或自殺，不排除意外墜落的可能性。
2019年12月25日，促轉會提及，國安局列為「永久保密」相關檔案已在11月完成解密，對釐清案情有一定幫助，但國安局認為「有嚴重影響國家安全或對外關係之虞」，要50年後才能提供外界閱覽。
2022年4月14日，民進黨立委管碧玲指出：陳文成命案、林宅血案、彭婉如命案等指標性案件始終無法偵破，對社會傷害很大，有學者認為威權時代國安、調查單位卷宗始終未公佈，犯罪事實就是持續中，法律追訴權沒有消失，是否願意繼續偵辦？準檢察總長邢泰釗不回應

### 美國反應
此事件高度引起美國重視，美國國會議員更是明確將台灣人權議題與對台軍售掛勾。時任眾議院外交委員會亞太小組主席索拉茲於1981年7月30日舉行「台灣特務在美國與陳文成教授之死聽證會」，邀請卡內基美隆大學校長理查·塞爾特、世台會會長陳唐山、陳文成好友蔡正隆等人出席作證。眾人嚴厲批判國民黨政府以職業學生滲透與監控美國大學，索拉茲更提議國會須立法，要求美國總統對台軍售前，須向國會保證國民黨政府已停止在美國的情報活動:340。12月，美國國會通過由索拉茲提出的《武器出口管制法修正案》，該法第六款禁止美國軍援或出售武器給任何在美國境內從事威嚇、騷擾美國居民之國家。此修正案以人權議題限制軍售案，對極需武器的國民黨政府產生不小的約束力:341-342

## 影響

### 紀念碑案

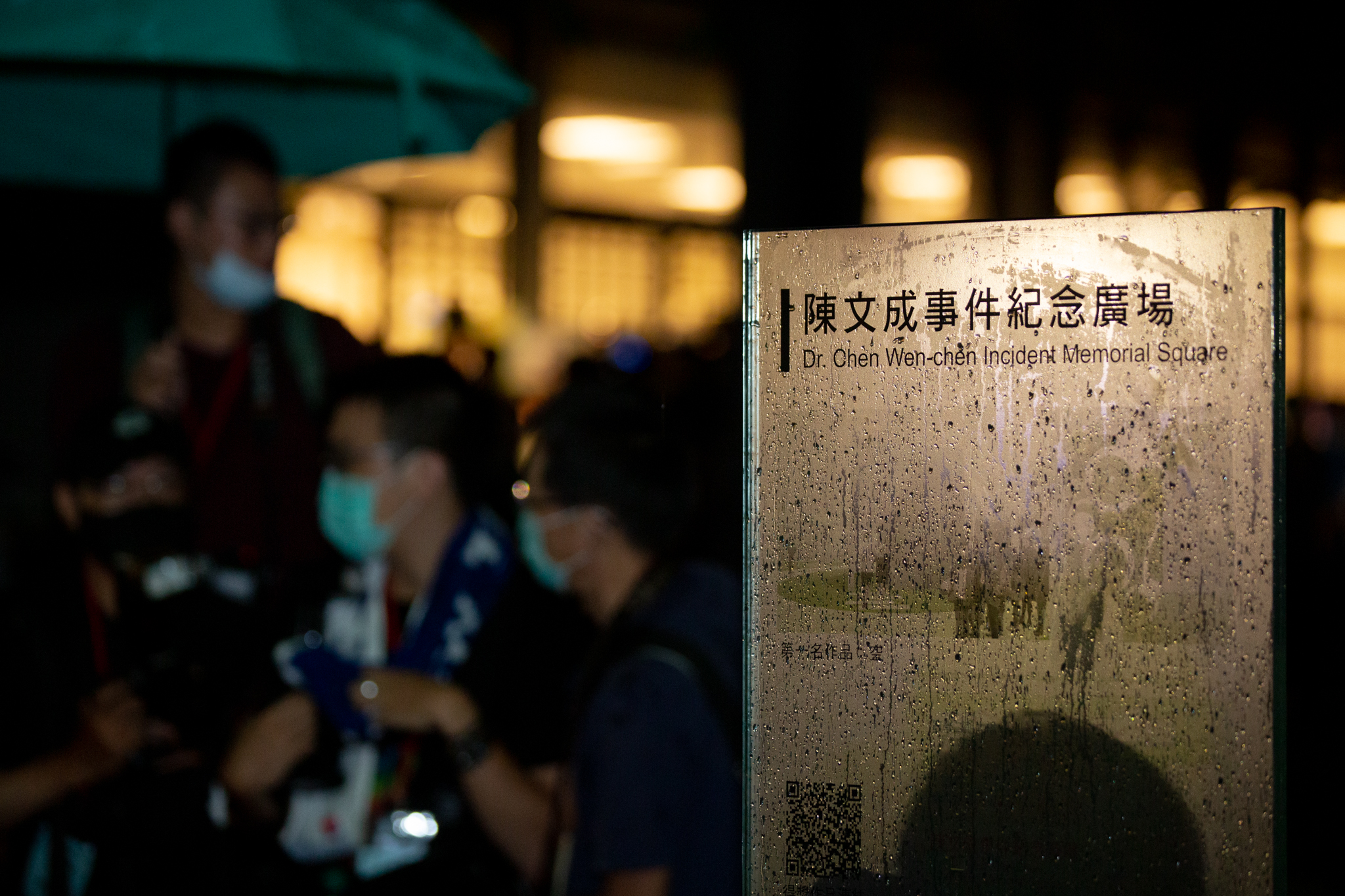
陳文成事件紀念廣場說明牌

#### 李嗣涔校長時期
2012年，陳文成博士紀念基金會、人本教育基金會和陳文成的同學，發起「台灣大學研究生圖書館草坪設立陳文成事件紀念碑」連署活動，希望在台大校園內設立紀念碑的網路連署人數已破六千三百多人，其中台大校友也多達二千五百多人。6月，台大學生會在台大校務會議提案設立紀念碑，但遭到部份教授反對，台大校長李嗣涔以主席身分裁示交校史館研議。台大研究生協會會長林飛帆曾提出抗議。惟依台大校務會議資料，該次關於設立陳文成碑之提案係於2012年6月16日舉行之校務會議中進行討論，提案及出席之學生代表為學生會長鄭明哲、研協會長林欣曄等人。
同年7月2日，一群台大師生與來賓為陳文成在當年事故現場舉辦追思紀念晚會，由所有參加者捧著燭光和一塊石頭，堆在現場一顆大樹下圍成一圈，用行動藝術象徵由民眾為陳文成立碑。

#### 楊泮池校長時期
2013年6月21日，楊泮池接任台大校長。
2014年6月14日，台大學生會在校務會議提案將命案事發地點（圖書資訊學系系館與第一活動中心間的廣場）命名為「陳文成紀念廣場」，獲得與會師生支持，最後決議「原則同意」。陳文成博士紀念基金會則聲明表示肯定，也強調「歷史不能遺忘，以免重蹈覆轍」。現任台大校長楊泮池也表示，在正式命名完成前，支持學生舉辦紀念活動，「想稱什麼就稱什麼。」並且，他願意出席校內舉辦紀念陳文成的活動；至於校內開放空間的命名，應有原則性規範，會請校規小組邀請學生代表加入，討論命名相關辦法及事項。2015年3月21日，台大校務會議正式通過，將其陳屍地點命名為「陳文成事件紀念廣場」。

#### 管中閔校長時期
2021年2月2日，陳文成事件紀念廣場啟用。廣場紀念碑文「紀念一位堅決抵抗國家暴力的勇者」，在2021年2月啟用不久後，即因校內爭議拆除。後於2021年6月19日，經校務會議討論表決，以74票同意票對上64票不同意票，正式通過在陳文成事件紀念廣場上的「三一矮牆」，設置說明性文字「紀念一位堅決抵抗國家暴力的勇者」。在校務會議支持碑文設立的台大經濟系王道一教授表示：「很強烈的文字確實不應該存在，但這些強烈的文字是來自本來就不應該存在的陳文成墜樓事件」。。

### 其他
- 此事件與江南案、美麗島事件、林宅血案被改編成2009年電影《被出賣的台灣》。
- 2018年8月6日，全聯福利中心的中元節檔期廣告被指影射陳文成事件，隨後廣告立即撤銷。並發表聲明，此篇僅為感恩先人的廣告，時代背景全屬巧合；晚間並發聲明，強調「全聯是全民的超市，一向不觸碰政治議題」，期盼各界不要過度聯想，考量廣告造成社會大衆反應，故即日起全聯將此次中元廣告全數停播[37]。

## 參看
- 台灣白色恐怖時期
- 台灣警備總司令部
- 被出賣的台灣 (電影)
- 林宅血案
- 江南案
- 雷洋事件

## 外部連結
- 財團法人陳文成博士紀念基金會 （页面存档备份，存于）
- 陳文成博士紀念基金會 Facebook （页面存档备份，存于）
- 陳文成事件調查報告  （页面存档备份，存于）黃怡 、林世煜
- 陳文成之死因 （页面存档备份，存于） 陳文成博士紀念基金會
- 為民主而死 （页面存档备份，存于） Wecht, Cyril H. M.D., J.D.
- Murder in Taiwan （页面存档备份，存于） Wecht, Cyril H. M.D., J.D.
- YouTube上的台灣演義：陳文成命案(1/3) 20090705
- YouTube上的1/18『高檢署林宅血案、陳文成命案重啟調查偵察報告』公聽會
- YouTube上的7/18 『高檢署林宅血案、陳文成命案重啟調查偵察報告』公聽會
- 「高檢署林宅血案、陳文成命案重啟調查偵察報告」 公聽會會議記錄 （页面存档备份，存于） 台灣民間真相與和解促進會
- 回應「高檢署林宅血案、陳文成命案重啟調查偵察報告」 （页面存档备份，存于） 台灣民間真相與和解促進會
- 28年前台大校園那一夜!? （页面存档备份，存于） 簡余晏